# Orszak weselny w Moskwie (XVII wiek)
Orszak weselny w Moskwie (XVII wiek) (ros. Свадебный поезд в Москве (XVII столетие)) – obraz olejny Andrieja Riabuszkina, namalowany w 1901.

## Okoliczności powstania obrazu
Andriej Riabuszkin był fascynatem historii Rusi i Rosji, jej kultury ludowej, tradycyjnych zwyczajów i strojów. W szczególności pociągał go XVII wiek. W swoich obrazach malarz pragnął ukazywać żywy obraz dawnej Rosji i jej kultury; częściowo naśladował przy tym styl malowania Wasilija Surikowa. W odróżnieniu jednak od tego twórcy ograniczał malowanie dramatycznych scen i przełomowych momentów historii, pragnąc raczej ukazywać życie codzienne zwykłych Rosjan. Fascynacja historią przekładała się przy tym na liryzację i idealizację przedstawianych scen.

## Opis i wymowa obrazu
Orszak weselny w Moskwie (XVII wiek) ukazuje tradycyjny przejazd przez miasto, poprzedzający w rosyjskiej tradycji ceremonię zaślubin w cerkwi. Akcja obrazu rozgrywa się na moskiewskiej ulicy wczesną wiosną, w czasie roztopów, przy leżącym jeszcze częściowo śniegu. Weselnicy, ubrani w tradycyjne futrzane czerwone, brązowe lub białe płaszcze, mężczyźni w kołpakach na głowach, kobiety w chustach lub obszytych futrem czapkach konno lub pieszo podążają w stronę przedstawionej na dalszym planie, wzniesionej w staroruskim stylu prawosławnej świątyni. Otaczają jaskrawo czerwoną karetę, w której znajduje się niewidoczna dla widza młoda para. Od grupy weselników odłącza się tylko jedna kobieta, ubrana w kolorowy ludowy strój, która odwrócona plecami do orszaku stoi obok jednej z chat przy drodze, którą porusza się orszak. Na jej twarzy widoczny jest smutek.
Riabuszkin wiernie oddał na obrazie wygląd siedemnastowiecznej Moskwy z jej niską, drewnianą zabudową, błotnistymi drogami, przydrożną kapliczką oraz rosnącymi w mieście brzozami. Jedynym murowanym obiektem na obrazie jest widoczna w oddali cerkiew. Kompozycja obrazu jest dynamiczna – postacie są w szybkim ruchu, orszak został przedstawiony niemal jak ulotna wizja, która za chwilę przestanie istnieć. Wrażenie to podkreśla fakt, iż weselnicy zostali ukazani wieczorem, przy ostatnich promieniach słońca. Tajemniczość postaci kobiecej na pierwszym planie oraz jaskrawe kolory użyte do namalowania grupy weselników nadają obrazowi baśniowego klimatu. Riabuszkin wyraził w ten sposób swój stosunek do idealizowanej przez siebie przeszłości i kultury ludowej Rosji, a także nostalgię wobec zmian zachodzących w kraju, zrywających z dawnymi tradycjami.